# Wilhelm Windelband
Wilhelm Windelband (Potsdam, 11 de mayo de 1848 - Heidelberg, 22 de octubre de 1915) fue un filósofo idealista alemán, fundador de la denominada Escuela de Baden del neokantismo; realizó investigaciones en historia de la filosofía, lógica, ética y teoría de los valores.

## Filosofía
Se caracterizó por ser un filósofo idealista, que se dedicó a estudiar la historia de la filosofía desde el punto de vista del kantismo. Procuraba fundamentar la diferencia entre los métodos de las ciencias naturales y los de las ciencias histórico-sociales.

### Escuela de Baden
Frente a los intereses radicalmente epistemológicos de los marburguenses, la escuela de Baden, encabezada por Windelband y Heinrich Rickert, centró sus investigaciones en la doctrina de la Crítica de la Razón Práctica kantiana, buscando fundamentar el problema de los valores. Los neokantianos de Baden distinguieron radicalmente la naturaleza de la cultura, y definieron métodos de investigación distintos para ambas; si bien las ciencias naturales deben operar con métodos generalizadores (nomotéticos), inductivos, las ciencias humanísticas o culturales deberían por el contrario atenerse a la individualidad de cada cultura o formación social (idiofenómenos).
Esta división estaba fundada en la intención de mantener a raya el materialismo histórico y toda forma de crítica científica de la cultura. Sin embargo, la asunción del punto de vista individualizador forzaba a mantener las cuestiones relativas a la selección de una cultura —una Weltanschauung o "visión del mundo", con el término que estableció Rickert— fuera del ámbito de la filosofía. El irracionalismo que se introducía así dio pie, ya en el siglo XX, a las teorías de la raza y de la nacionalidad del fascismo.

### Neokantismo
Dentro del contexto del neo-kantismo, asumió una posición muy original porque, según su propia expresión, «entender a Kant significa superar a Kant».
Su objetivo era proporcionar una fundamentación completa de la filosofía desde la perspectiva del idealismo subjetivo, incluyendo la crítica ético-política desarrollada en la Crítica de la razón práctica por medio de un estudio filológico de la evolución de los trabajos de Kant.

### Ciencia nomotética
Windelband denomina ciencias nomotéticas a aquellas que tienen por objeto las leyes lógicas, es decir, las ciencias de la naturaleza, que buscan estudiar procesos causales e invariables. Por el contrario, las ciencias cuyo objeto es el estudio de los sucesos cambiantes, como la Sociología, el Derecho o la Historia, son llamadas ciencias idiográficas. Esta distinción fue básica en la Escuela de Baden, proseguida por Heinrich Rickert.

### Ciencia idiográfica
Se basa en lo que Kant describe como una tendencia a especificar, y se expresa en la humanidad. Describe el esfuerzo de entender el significado de los fenómenos contingentes, accidentales, y muchas veces subjetivos, (sociología, derecho, historia, economía)

## Psicología
Su interés por la psicología y ciencias de la cultura representa una oposición al psicologismo y escuelas como el historicismo. Sus términos "idiográfica" y "nomotética", se utilizaron en la psicología por parte de Gordon Allport para describir diferentes teorías.
Idiográfica describe el estudio de la persona, que es visto como una entidad, con el establecimiento de propiedades de aparte de otros individuos.
Nomotética es más el estudio de una cohorte de individuos. Aquí el tema es visto como la representación de una clase o de la población y sus rasgos de personalidad correspondientes.

## Influencias
Windelband fue el mentor del filósofo Heinrich Rickert, el sociólogo  Max Weber, y de los teólogos Ernst Troeltsch y Albert Schweitzer.

## Obras
- Historia de la filosofía en la Antigüedad (1888)
- Historia de la Filosofía tomo II  (1901)
- Preludios (1884)
- Historia y ciencia natural (1924)
- Platón (1900)